# De Tokkies
De Tokkies is de naam waaronder de Amsterdamse familie Ruijmgaart-Tokkie vanaf 2003 landelijk bekend werd als een typisch geval van EPH: Extreem Problematische Huurders, een term voor mensen die zoveel overlast veroorzaken dat niemand naast hen wil wonen. Door de aandacht van de media voor dit gezin is 'een tokkie' een synoniem geworden voor een asociaal persoon.

## Burenruzie
Hanna Tokkie en haar ex-man, de rioleringswerker Gerrie Ruijmgaart, woonden met drie van haar vijf kinderen aan de Burgemeester Van Leeuwenlaan in de wijk Slotermeer in Amsterdam. In Slotermeer stond het deel waar de familie woonde al jaren bekend als 'het asocialenbuurtje'. In de zomer van 2003 trok een escalerende burenruzie aldaar de aandacht van de media.
In de nacht van 19 augustus werden de ruiten van de familie Ruijmgaart vernield en brandde de woning van hun bovenburen volledig uit. De lokale televisiezender AT5 deed er uitgebreid verslag van. IKON-programmamaakster Ingeborg Beugel wilde weten wat er achter de ruzie zat en begon een documentairereeks over het gezin.
In die documentaire — in de zomer van 2004 uitgezonden onder de naam Familietrots — worden de bewoners van de buurt waar de familie woont neergezet als een 'apart slag mensen'. De woningen in het buurtje waren na de Tweede Wereldoorlog naar Amerikaans voorbeeld toegewezen volgens de woonschoolfilosofie. Onaangepaste gezinnen woonden er onder toeziend oog van begeleiders, die zich intensief met de huishouding bemoeiden met de bedoeling de bewoners te heropvoeden. Het wonen in de wijk maakte - de inspanningen van begeleiders ten spijt - geen sociale mensen van de bewoners, integendeel, de bewoners leken elkaar te versterken in asociaal gedrag. Bovendien zorgde het wonen in de wijk voor stigmatisering waardoor ze nog verder afzakten. Bij de bewoners ontstond wantrouwen tegen alles wat met overheid te maken had. Vanaf de jaren zeventig werd de als betuttelend ervaren benadering vervangen door een 'softere' aanpak, vanaf de vroege jaren tachtig werd het welzijnswerk getroffen door bezuinigingen. Van de gehoopte doorstroom van de heropgevoede bewoners naar 'normale' wijken was vanwege het geringe succes van de aanpak en vanwege de heersende woningnood geen sprake; kinderen van bewoners bleven meestal binnen de wijk wonen. Er tekende zich het begin van gettovorming af. Anno 2003 werden de 110 woningen bewoond door negen grote families waartussen diverse vetes bestonden. Vrijwel niemand in de buurt had werk, iedereen leefde van een uitkering. In het gezin Tokkie werkte alleen Gerrie Ruijmgaart.
De burenruzie waarin de familie Ruijmgaart betrokken was, was de laatste uit een hele reeks incidenten. Voor woningbouwvereniging Het Oosten was de maat vol. Hanna Tokkie en haar gezin terroriseerden de buurt al jarenlang, zo stelde Het Oosten en startte een uitzettingsprocedure. De rechter stelde Het Oosten in het gelijk. Eind 2003 werd het gezin uit de woning gezet. Deze uitzetting is te volgen in de door Beugel gemaakte documentaire.

## Beroemdheden
Door een uitzending van het IKON-programma Factor in oktober 2003 en een in mei 2004 uitgezonden documentaire op de zender SBS6 groeiden de leden van de familie uit tot landelijke beroemdheden. Terwijl de IKON koos voor een sociaal betrokken benadering van de problemen van het gezin, was de invalshoek van SBS6 spottender. Ze lanceerden de bijnaam De Tokkies. Naar aanleiding van de uitzending op SBS6 werden in het satirische programma Kopspijkers beelden van het gezin getoond alsof het een natuurfilm over een primitieve levensvorm betrof.
Naar aanleiding van de genoemde IKON-documentaire Familietrots ontfermde Emile Ratelband zich over het gezin.
Hij zou hen van nieuwe woonruimte voorzien op voorwaarde dat alle gezinsleden werk zouden zoeken en Hanna Tokkie iets aan haar extreme overgewicht zou doen. Ratelband wilde de familie hiermee op het rechte pad brengen. Het vinden van een geschikt huis bleek moeilijker dan gedacht. Toen het gerucht ging dat Ratelband voor de familie Ruijmgaart-Tokkie woonruimte in de Haarlemse buurt Schalkwijk op het oog had, reageerden buurtbewoners direct afwijzend. Hierop werd van deze verhuizing afgezien: "De Tokkies willen niet tussen asocialen wonen", verklaarde Ratelband. "Ik vind het werkelijk een schande dat ze een petitie hebben gehouden tegen de komst van dit nette gezin." Een lange zoektocht begon.
Begin oktober 2004 werd bekend dat de familie zichzelf voor 1775 euro per uur verhuurde als Bekende Nederlanders, via het artiestenbureau Jan Vis Agency.
Volgens manager Jan Dirk Vis kwam dit contact via Ratelband tot stand: "Ratelband bemoeide zich eerst natuurlijk voor z'n eigen geiligheid met de familie. Toen het moeilijk werd, wilde hij van ze af, dus ik kwam als geroepen".
Via hun nieuwe manager traden de Tokkies regelmatig op. Ze maakten een kerstsingle (Verre kerst), een carnavalssingle en speelden in een reclamespotje voor Chello. Ratelband liet intussen weten dat hij zijn aanbod om de familie te helpen introk: hij meende dat de familie nu wel in staat was zelf een huis te kopen; ook de kennelijke vastberadenheid van het gezin om te blijven koketteren met hun status van aso's stuitte hem naar eigen zeggen tegen de borst. Een anonieme vastgoedhandelaar stelde vervolgens een vrijstaand pand in Zeewolde ter beschikking dat de familie zonder huurlasten mocht gebruiken.
Het productiebedrijf van Pieter Storms liet in het gehele huis camera's installeren waarmee de familie begin december via een internetsite te bezichtigen was. Het project, geproduceerd in samenwerking met Ilse Media, werd al na een week beëindigd omdat zich geen adverteerders aandienden.

## Ex-beroemdheden
Omdat het pand in Zeewolde van de gemeente alleen mocht worden bewoond door iemand met een eigen bedrijf, zegde Gerrie zijn baan op en begon een koeriersbedrijf dat echter nooit van de grond kwam. In de loop van 2005 liep de mediabelangstelling voor de familie terug. Plannen van SBS om een soap of een talkshow rond de familie te beginnen werden niet uitgevoerd en naar optredens was geen vraag meer. Op 31 mei 2005 moest de familie het pand in Zeewolde weer verlaten en was er ditmaal sprake van een verhuizing naar Almere. Gerrie Ruijmgaart was inmiddels werkloos, al hadden zijn optredens er wel voor gezorgd dat hij inmiddels zijn schulden had afbetaald. Hanna Tokkie ondernam nog steeds pogingen om terug te keren naar haar oude woning in Amsterdam. Nadat ze, in een poging om de nieuwe bewoners eruit te gooien, de woning binnendrong, bracht ze een nacht in een politiecel door.

## Asociaal
Door de media-aandacht werd de term tokkies in Nederland een synoniem voor onaangepasten en asocialen. Dit tot groot verdriet van vele naamgenoten. Er werd ook wel gesproken van de nieuwe familie Flodder.
Gerrie Ruijmgaart vindt zichzelf niet asociaal. Asociaal, vertelt hij in een aflevering van Familietrots, is “alleen aan je eigen denken”. De werklieden die zich met het herstel van de woning aan de Burgemeester van Leeuwenlaan bezighouden vertellen in dezelfde uitzending dat ze in de wijk inderdaad altijd een kop koffie krijgen aangeboden en dat dat in betere wijken niet het geval is. Ze moeten wel toegeven dat er in de buurt ook vaker gereedschap van hen wordt gestolen.
In april 2009 kwam de familie Tokkie in het nieuws doordat ze een schadevergoeding eisen van de uitgevers van het woordenboek "Van Dale" en van het weekblad Revu. Een eis van 50.000 euro tegen de uitgevers van het woordenboek vloeide voort uit het feit dat dit woordenboek het woord "tokkie" associeert met "asociaal gedrag". Dat was moeder Hanna Tokkie in het verkeerde keelgat geschoten. De claim tegen het weekblad was volgens moeder Tokkie vanwege een artikel over het gezin, waarvan de gezinsleden "nog steeds" last zouden hebben in de vorm van gezondheidsproblemen en agressie.
In juni 2016 gebruikte minister-president Mark Rutte de term Tokkie voor mensen die zich in keiharde racistische bewoordingen, meestal anoniem, uitlieten over de politieke aspiraties van Sylvana Simons.

## 2011
In het EO-programma 'Hoe is het toch met' bezocht presentator Bert van Leeuwen de familie nog een keer, dit keer in Almere.

## 2024
In 2024 werd de documentaire 'De Tokkies: 20 jaar later' van Floor Vioen uitgebracht op Prime Video, waarin de familie trachtte hun naam te zuiveren.

## Discografie

### Singles
| Single met eventuele hitnotering(en) in de Nederlandse Top 40 | Datum van verschijnen | Datum van binnenkomst | Hoogste positie | Aantal weken | Opmerkingen |
| ------------------------------------------------------------- | --------------------- | --------------------- | --------------- | ------------ | ----------- |
| "Verre kerst"                                                 |                       | 04-12-2004            | 11              | 5            |             |